# 青いドレスの少女
『青いドレスの少女』 （あおいドレスのしょうじょ、蘭: Portret van een meisje in het blauw、英: Portrait of a Girl Dressed in Blue）、または『少女の肖像』（しょうじょのしょうじょ、蘭: Portret van een meisje、英: Portrait of a Girl）は、17世紀オランダ絵画黄金時代の画家ヨハネス・コルネリスゾーン・フェルスプロンクが制作したキャンバス上の油彩画である。少女とその家族は特定されていない。1928年、「レンブラント協会」 (美術品購入により、オランダの美術館を支援するための芸術庇護者の協会) の寄贈により、アムステルダム国立美術館に収蔵された。現在、美術館の「栄誉の間」に展示されている。

## 来歴
1912年、富裕な商人で美術品収集家であったマリ・パウル・フォウテ (Mari Paul Voûte、1856–1928年) は、レンブラント協会の会長となった。第一次世界大戦後、フリードリヒ・アウグスト (オルデンブルク大公) は退位を余儀なくされ、その美術コレクションは絵画市場に出ることになった。1923年、フェレニヒンク・レンブラントは、リスクを覚悟で大公のコレクションの美術品を購入し、アムステルダム国立美術館に寄贈するための古参の会員からなる共同事業体を作った。『青いドレスの少女』は、フォウトにより購入された作品のうちの1点である。 しかし、彼は、国立美術館に直接、作品を寄贈はせず、亡くなるまで作品を保持した。彼の死に際し、作品は国立美術館に寄贈されるようにレンブラント協会に遺贈され、結果として国立美術館に収蔵された。

## 作品
本作の少女は、まるで成熟した女性のように描かれている。ただ彼女の子供っぽい顔つきだけが、まだ10歳を超えたばかりくらいであることを示している。年端もいかない娘がまるで母親のような恰好をしているのである。彼女は、富裕な家の生まれだったに違いない。金糸刺繍やレースで飾られたドレス、たくさんの宝飾品、手に持っている羽毛の扇子からそれがわかる。フェルスプロンクの作品特徴的なのは、美しい素材の描写と正確に表現された細部である。本作は、オランダ絵画の黄金時代に制作された、最も愛されている肖像画の1つである。

本作は、フェルスプロンクにより描かれた対の結婚肖像画と構図の点で非常に類似している。この作品は、トゥエンテ国立美術館に所蔵されている。

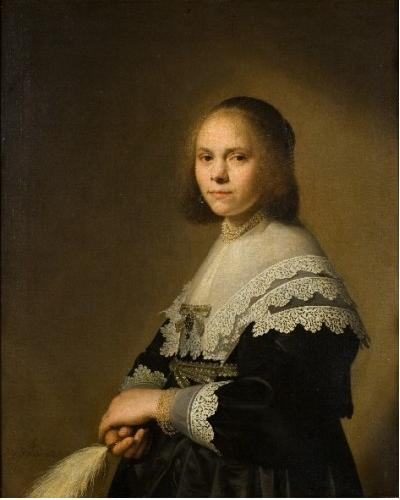
ヨハネス・コルネリスゾーン・フェルスプロンク『ダチョウの羽根の扇子を持った女性の肖像』